# Randy Foye
Randy Foye (ur. 24 września 1983 w Newark) – amerykański koszykarz, występujący na pozycji obrońcy.

## College
Randy spędził na uniwersytecie Villanova cztery sezony. Najbardziej udane były dwa ostatnie – w roku 2005 Foye rzucał w trzech meczach turnieju NCAA średnio 20 punktów, lecz drużyna przegrała z przyszłymi mistrzami z Karoliny Północnej (w meczu z nimi zdobył 28 punktów). Rok później drużyna Villanova Wildcats dotarła nawet do najlepszej ósemki (tzw. Elite Eight), a sam Randy Foye został uznany najlepszym graczem konferencji Big-East (nagroda Big East Player of the Year).

## Kariera w NBA

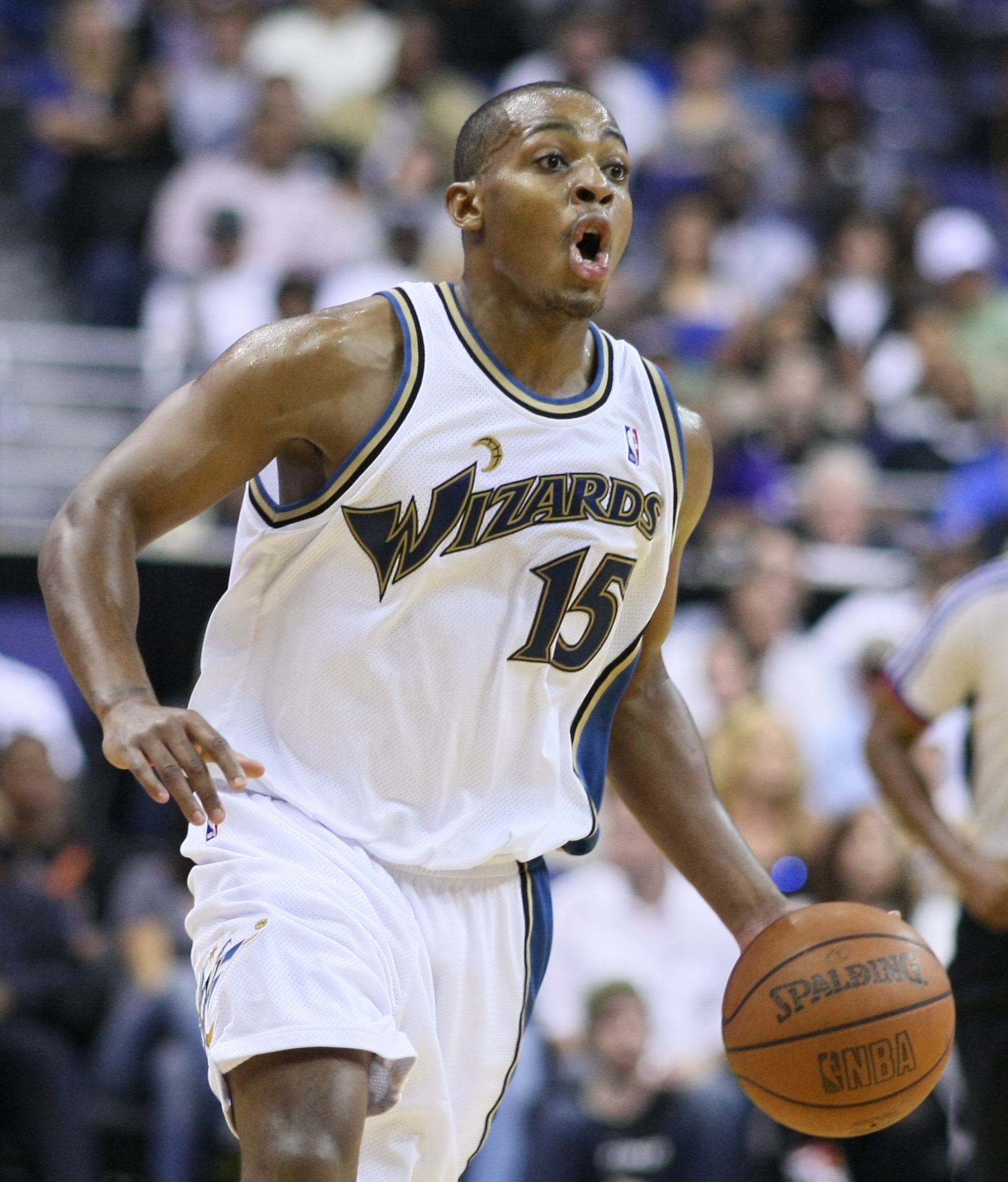
Randy Foye w barwach Washington Wizards

Randy został wybrany w drafcie w 2006 roku przez Boston Celtics z numerem 7. Jeszcze przed rozpoczęciem sezonu Foye wziął udział w wymianie z Portland Trail Blazers, w wyniku której w zespole "Celtów" znaleźli się m.in. Sebastian Telfair i Theo Ratliff. Także w Blazers nie zagrzał długo miejsca – został oddany do Minnesoty Timberwolves w zamian za Brandona Roya.
W debiutanckim sezonie zagrał we wszystkich 82 meczach, choć rzadko wychodził w pierwszej piątce – jego rywalami do miejsca w składzie byli m.in. Ricky Davis, Mike James i Rashard McCants. Na koniec sezonu okazał się trzecim pod względem celności rzutów za 3 i osobistych, a także piątym w średniej ilości punktów i asyst na mecz wśród "pierwszoroczniaków". Dzięki temu został wybrany do pierwszej piątki debiutantów sezonu 2006/07.
23 grudnia 2008 roku w meczu z San Antonio Spurs zaliczył 16 zbiórek, dzięki czemu pobił rekord klubu należący wcześniej do Isiaha Ridera.
26 czerwca 2009 roku został oddany razem z Mikiem Millerem do Washington Wizards, w zamian do klubu z Minneapolis trafili Ołeksij Peczerow, Etan Thomas, Darius Songaila i wybór w pierwszej rundzie draftu.
18 lutego 2016 roku został oddany w wymianie do Oklahoma City Thunder w zamian za D.J. Augustina, Steve'a Novaka i dwa wybory w drugiej rundzie draftu. 15 lipca 2016 podpisał umowę z Brooklyn Nets.
Randy Foye cierpi na tzw. situs invertus, schorzenie polegające na odwróceniu organów wewnętrznych człowieka, na przykład jego serce znajduje się po prawej stronie klatki piersiowej. Przypadłość nie ma wpływu na jego grę, jednak ujawnienie tego faktu wpłynęło prawdopodobnie na decyzje menedżerów, wskutek których Randy bezpośrednio po drafcie dwukrotnie zmieniał drużynę.

## Osiągnięcia
Stan na 25 lipca 2016, na podstawie, o ile nie zaznaczono inaczej.
NCAA
- Uczestnik rozgrywek Sweet Sixteen (2005, 2006)
- Mistrz sezonu regularnego Big East (2006)
- Koszykarz Roku Konferencji Big East (2006)[4]
- Laureat Robert V. Geasey Trophy (2006)[5]
- Zaliczony do:
  - I składu:
    - All-American (2006)
    - Big East (2006)
    - turnieju Big East (2005, 2006)

  - III składu Big East (2005)

NBA
- Zaliczony do I składu:
  - debiutantów NBA (2007)[6]
  - letniej ligi NBA (2006, 2007)
- MVP letniej ligi NBA (2006)
- Uczestnik Rising Stars Challenge (2007)
- Debiutant miesiąca NBA (grudzień 2006)

Reprezentacja
- Mistrz Uniwersjady (2005)

## Statystyki
Na podstawie Basketball-Reference.com (ang.)

### Sezon regularny
| Sezon   | Drużyna       | M   | S5  | MPG  | FG%   | 3P%   | FT%   | RPG | APG | SPG | BPG | PPG  |
| ------- | ------------- | --- | --- | ---- | ----- | ----- | ----- | --- | --- | --- | --- | ---- |
| 2006/07 | Minnesota     | 82  | 12  | 22,9 | 43,4% | 36,8% | 85,4% | 2,7 | 2,8 | 0,6 | 0,3 | 10,1 |
| 2007/08 | Minnesota     | 39  | 31  | 32,3 | 42,9% | 41,2% | 81,5% | 3,3 | 4,2 | 0,9 | 0,1 | 13,1 |
| 2008/09 | Minnesota     | 70  | 61  | 35,6 | 40,7% | 36,0% | 84,6% | 3,1 | 4,3 | 1,0 | 0,4 | 16,3 |
| 2009/10 | Washington    | 70  | 38  | 23,8 | 41,4% | 34,6% | 89,0% | 1,9 | 3,3 | 0,5 | 0,1 | 10,1 |
| 2010/11 | L.A. Clippers | 63  | 24  | 24,6 | 38,8% | 32,7% | 89,3% | 1,6 | 2,7 | 0,7 | 0,3 | 9,8  |
| 2011/12 | L.A. Clippers | 65  | 48  | 25,9 | 39,8% | 38,6% | 85,9% | 2,1 | 2,2 | 0,7 | 0,4 | 11,0 |
| 2012/13 | Utah          | 82  | 72  | 27,4 | 39,7% | 41,0% | 81,9% | 1,5 | 2,0 | 0,8 | 0,3 | 10,8 |
| 2013/14 | Denver        | 81  | 78  | 30,7 | 41,3% | 38,0% | 84,9% | 2,9 | 3,5 | 0,8 | 0,5 | 13,2 |
| 2014/15 | Denver        | 50  | 21  | 21,7 | 36,8% | 35,7% | 81,8% | 1,7 | 2,4 | 0,7 | 0,2 | 8,7  |
| 2015/16 | Denver        | 54  | 7   | 19,8 | 35,1% | 29,6% | 83,0% | 1,9 | 2,1 | 0,5 | 0,3 | 6,0  |
| 2015/16 | Oklahoma City | 27  | 1   | 21,2 | 34,9% | 30,9% | 81,5% | 1,9 | 1,8 | 0,5 | 0,5 | 5,6  |
| 2016/17 | Brooklyn      | 69  | 40  | 18,6 | 36,3% | 33,0% | 85,7% | 2,2 | 2,0 | 0,5 | 0,1 | 5,2  |
| Razem   |               | 752 | 433 | 25,6 | 40,1% | 36,6% | 85,2% | 2,2 | 2,8 | 0,7 | 0,3 | 10,3 |

### Play-offy
| Sezon | Drużyna       | M  | S5 | MPG  | FG%   | 3P%   | FT%   | RPG | APG | SPG | BPG | PPG |
| ----- | ------------- | -- | -- | ---- | ----- | ----- | ----- | --- | --- | --- | --- | --- |
| 2012  | L.A. Clippers | 11 | 11 | 26,5 | 39,2% | 43,8% | 84,6% | 2,0 | 1,5 | 0,5 | 0,3 | 7,5 |
| 2016  | Oklahoma City | 16 | 0  | 11,9 | 34,1% | 30,8% | 100%  | 1,3 | 0,8 | 0,1 | 0,2 | 2,5 |
| Razem |               | 27 | 11 | 17,8 | 37,4% | 37,9% | 88,2% | 1,6 | 1,1 | 0,3 | 0,2 | 4,6 |